# Thomas-Morse MB-3
Die Thomas-Morse MB-3 war ein einmotoriger Doppeldecker mit offenem Cockpit, der 1922 hauptsächlich von der Boeing Company für den United States Army Air Service hergestellt wurde. Die MB-3A war zwischen 1922 und 1925 der Hauptjäger des Air Service.

## Geschichte

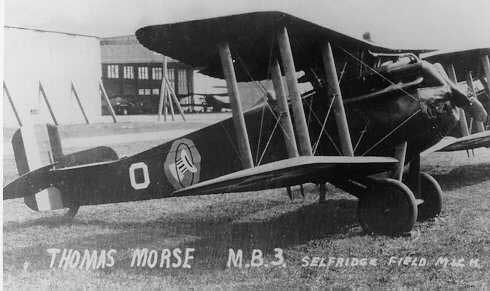
MB-3 auf dem Selfridge Airfield

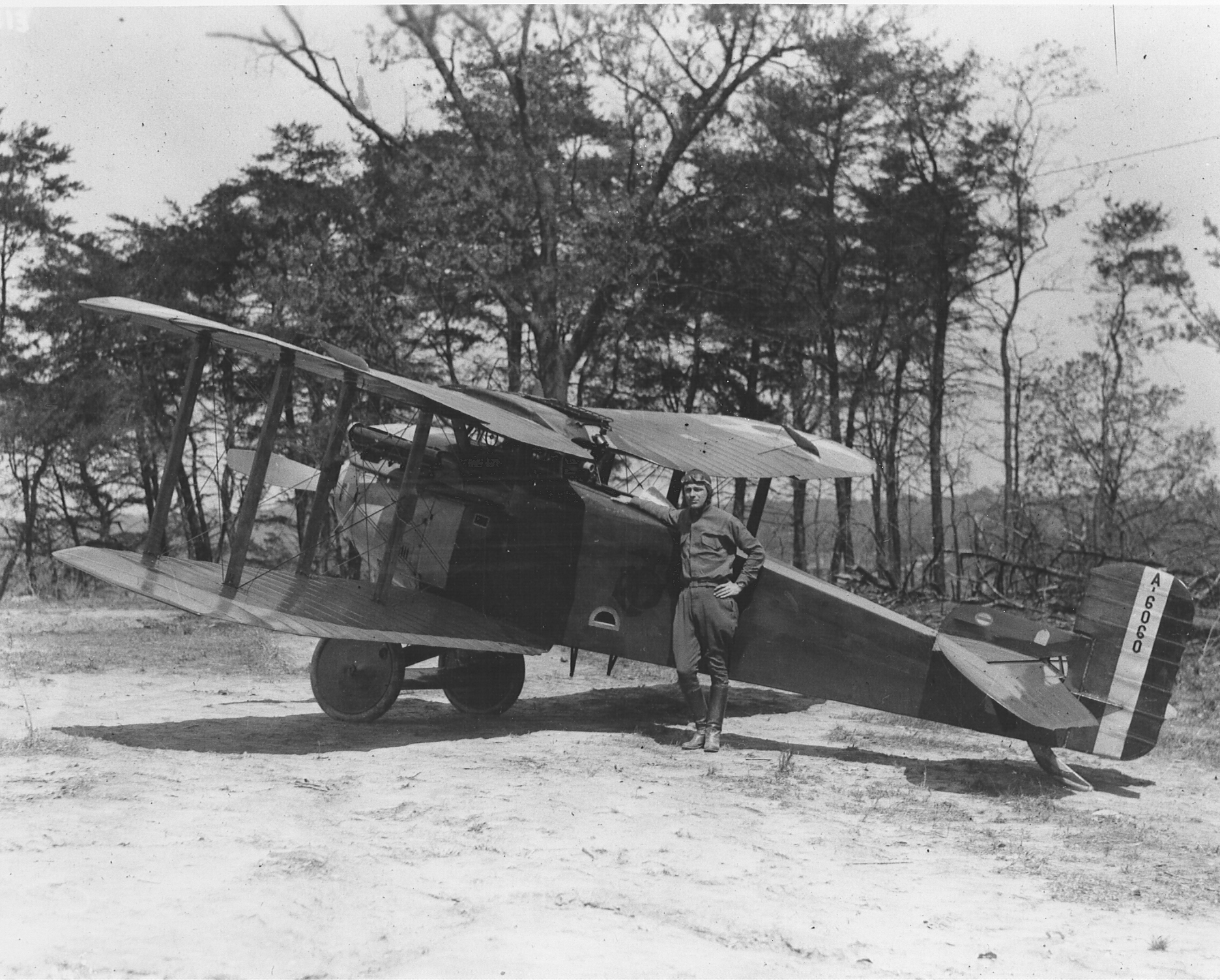
MB-3, USMC 1921, Marine-Version

Im März 1918 bat der United States Army Air Service mehrere US-amerikanische Luftfahrzeugbauer, einen neuen Jäger zu entwerfen, um die in Frankreich gebauten SPAD S.XIII zu ersetzen. Die Thomas-Morse Aircraft Corporation aus Ithaca, New York entwarf die MB-3 und im September 1918 wurden vier Prototypen gefertigt. Die erste MB-3 machte ihren Jungfernflug am 21. Februar 1919.
Zwei der Prototypen wurden beim Pulitzer-Trophy-Rennen 1920 eingesetzt, wobei einer hinter der Verville VCP-R auf dem zweiten Platz landete und den 187 km langen Kurs mit einer Durchschnittsgeschwindigkeit von 238 km/h absolvierte.
Nach der Testphase und einigen Abänderungen bestellte der US Air Service im Juni 1920 die ersten 50 Flugzeuge bei Thomas-Morse. Bis 1925 wurde 265 Maschinen ausgeliefert. Auch das United States Marine Corps setzte den MB-3-Jäger ein.

## Konstruktion
Der Rumpf mit rechteckigem Querschnitt war mit einem einzigen offenen Cockpit ausgestattet und endete in einem klassischen einseitigen Heck mit einem horizontal verspannten dreieckigen Leitwerk.
Die Flügelkonfiguration war ein Doppeldecker mit einem oberen und einem unteren Flügel gleicher Größe, die durch zwei Ständerpaare auf jeder Seite miteinander verbunden waren, die durch Stahldrahtstangen integriert waren, und im zentralen Bereich durch eine röhrenförmige Struktur zwischen dem oberen Flügel und der Oberseite des Rumpfes verstärkt wurden.
Das Spornradfahrwerk war starr, sehr einfach, das Hauptfahrwerk auf einer rohrförmigen Struktur unterhalb des Rumpfes montiert, mit Rädern mit großem Durchmesser ausgestattet, die durch eine starre Achse verbunden waren.
Der Antrieb wurde einem Wright H-Motor anvertraut, der sich am vorderen Ende des Rumpfes befand, einem flüssigkeitsgekühlten 8-Zylinder-V-förmigen Motor, der vom Hispano-Suiza 8 abgeleitet war und eine Leistung von 300 PS (217 kW) liefern konnte, kombiniert mit einem zweiflügeligen Holzpropeller mit fester Steigung. Das Kühlsystem unterschied die beiden Versionen MB-3 und MB-3A optisch hinsichtlich der Position der Wärmetauscher (Kühler); im ursprünglichen MB-3 wurden sie über dem oberen Flügel positioniert, während sie im MB-3A zu den Seiten des Rumpfes zwischen dem oberen und unteren Flügel befestigt wurden.
Die Bewaffnung bestand aus wahlweise zwei Maschinengewehren Kaliber 7,62 mm (0,30 Zoll) oder einem 0,30-Zoll- und einem 0,50-Zoll- (12,7 mm) oder zwei 0,50-Zoll-Maschinengewehren.